# Cleja
Cleja (Hongaars: Klézse) is een Roemeense gemeente in het district Bacău.
Cleja telt 7060 inwoners. Het meerdendeel van de bevolking is Rooms Katholiek wat duidt op een Csángó achtergrond van de bevolking.